# John Romita jr.

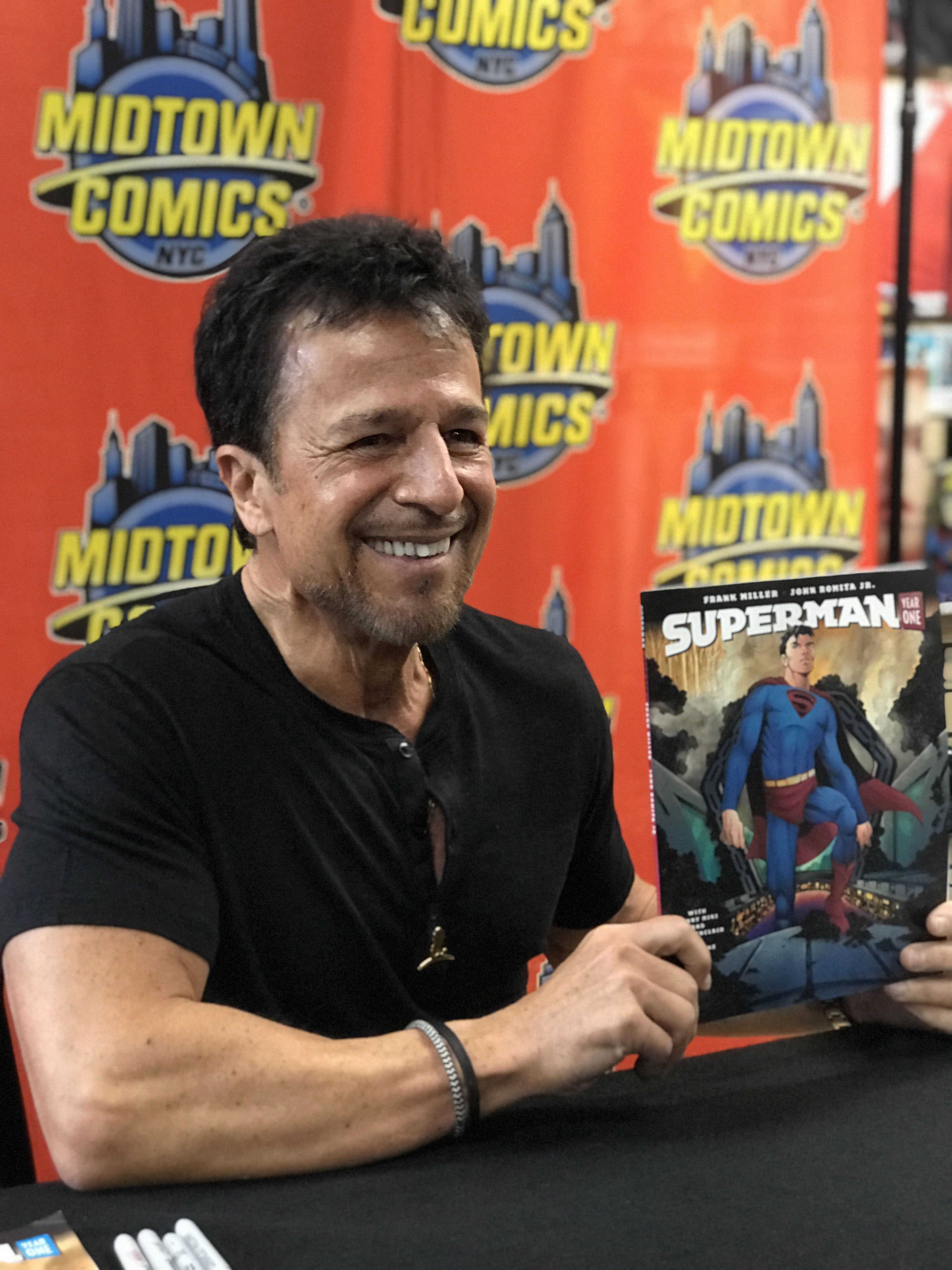
John Romita jr. (2019)

John Salvatore Romita jr. (New York, 17 augustus 1956) is een Amerikaanse stripauteur, die vooral bekend is van zijn werk bij Marvel Comics in de jaren zeventig en 2000s. Er wordt vaak naar hem gerefereerd als JRJR.

## Carrière
John Romita is de zoon van John Romita sr., die eveneens een stripauteur is. Hij begon zijn carrière bij Marvel UK, waar hij enkele schetsen maakte voor de covers van herdrukken. Zijn debuut in Amerika was met het zes pagina’s tellende verhaal Chaos at the Coffee Bean! in Amazing Spider-Man Annual #11 (1977).
Romita’s populariteit in zijn beginjaren als auteur was te danken aan zijn werk voor de Iron Man strips met schrijver David Michelinie en tekenaar Bob Layton, wat begon in 1978. Begin jaren 80 deed Romita een tijdje de serie Amazing Spider-Man, en was de tekenaar die de serie Dazzler lanceerde. Samen met schrijver Roger Stern bedacht hij het personage de Hobgoblin voor de Spider-Man serie. Ook tekende Romita de strip waarin Spider-Man de Juggernaut ontmoette.
Van 1983 tot 1986 werkte Romita mee aan Uncanny X-Men, samen met Dan Green en Chris Claremont. De X-Men waren erg populair, en het werk leverde Romita ook een grote populariteit op. In 1993 werkte hij wederom even mee aan Uncanny X-Men, en werderom met succes.
Eind jaren 80 en begin jaren 90 werkte Romita samen met schrijver Ann Nocenti aan Daredevil. Romita is vooral bekend als de bedenker van Daredevils vijand Typhoid Mary. Werkend aan Daredevil verbeterde Romita zijn stijl, en deed afstand van de onzekerheden die hij nog weleens had tijdens zijn werk aan de X-Men serie.
Romita werkte later samen met Frank Miller aan Daredevils oorsprongverhaal getiteld Daredevil: The Man Without Fear. In de jaren 90 werkte Romita aan verschillende losse Marvel titels zoals The Punisher War Zone, de Cable miniserie, The Mighty Thor, Iron Man en de Punisher/Batman  cross-over.
Begin 2000 keerde Romita terug naar de serie The Amazing Spider-Man voor schrijver J. Michael Straczynski. Hij tekende Marvels Wolverine met auteur Mark Millar als onderdeel van het 30-jarig bestaan van het personage. In 2004 werd Romita’s eigen strip, The Grey Area, gepubliceerd door Image Comics.  Romita’s tekenwerk is sindsdien opgedoken in de strips van  Black Panther, Sentry en Ultimate Vision.
Sinds 2006 werkt Romita samen met schrijver Neil Gaiman aan de herinterpretatie van Jack Kirby's The Eternals. In 2007 werkte Romita aan Marvels crossoververhaal World War Hulk.